# Villabianca
Villabianca de Modena (Vèlabianca, en dialecto frignanese) es un pueblo montañoso en el común de Marano sobre el Panaro.

## Toponimia
Desde el año 1613 el lugar estaba indicado con el nombre de "Sancti Geminiani de Furcha" o "Horca".
El topónimo "Horca" viene del latín clásico forca-ae (furcula) que significa "constricción del monte", "paso", "horquilla montañesa" pero también "intersección de calles", "bifurcación".

## Historia
Dos excavaciones arqueológicas han revelado la presencia de asentamientos romanos junto al descubrimiento de numerosas monedas de edad republicana e imperial. A la antigua calle romana que subía hacia Denzano, y proseguía para llevar a los pasos apenínicos, se ha superpuesto a continuación de una de las muchas rutas de vía Romea Nonantolana medieval. En una escritura de 1337 está señalada la presencia de una fortaleza en la localidad Castellino.
La iglesia dedicada a San Geminiano Obispo, fue reconstruida en 1853 gracias a la financiación del duque Francesco V de Modena y de la comunidad de Vignola. La iglesia vieja, colapsada a causa de un desprendimiento, se encontraba 300 metros a sur del edificio actual. Fue citada por primera vez sobre un manuscrito del monasterio de San Pietro de Modena del 15 de abril de 1025 entre las posesiones donadas por el obispo de Modena al monasterio benedictino.
En el 1025 Furcha dependía de las cortes de Turri (la actual Torre Maina, fracción de Maranello). Después los señores De Campiglio  tuvieron el control hasta los primeros años del XIV siglo, cuando fueron reemplazados por la familia Rangoni Machiavelli. Villabianca formó parte del Podestà de Campiglio durante más de cuatro siglos y en 1797 con la llegada de Napoleón pasó a formar parte del Departamento del Panaro con los municipios de Vignola, Marano sobre el Panaro, Campiglio y Denzano.
Solamente con el Reino de Italia Villabianca pasó a la jurisdicción del municipio de Marano sobre el Panaro.

## Geografía física
Situada sobre las colinas a la izquierda del río Panaro, Villabianca se encuentra sobre el punto de contacto entre dos áreas de diferente origen geológico: la Pliocenica, rica de fósiles, y la denominada Caótica, que contiene tizas, pirita, minerales y rocas volcánicas. Los terrenos de estas colinas son particularmente adecuados para el cultivo de la vid; Lambrusco y Trebbiano son las vides principales del territorio.